# Verrucaria compacta
Verrucaria compacta är en lavart som först beskrevs av A. Massal., och fick sitt nu gällande namn av Jatta. Verrucaria compacta ingår i släktet Verrucaria och familjen Verrucariaceae.   Inga underarter finns listade i Catalogue of Life.
I den svenska databasen Dyntaxa används istället namnet Verrucaria fuscula för samma taxon.  Arten är reproducerande i Sverige.